# Ibusuki (Kagoshima)
Ibusuki (指宿市 Ibusuki-shi?) es una ciudad en Kagoshima, Japón, que fue fundada el 1 de abril de 1954.
Siguiendo la incorporación de Kaimon y Yamagawa (dos ciudades anteriormente pertenecientes al Distrito Ibusuki) el 1 de enero del 2006, la ciudad tiene una población estimada de 45,039 habitantes y una densidad de población de 302 personas por km² (basado en la estadística poblacional del 2008). Comprende un área de 149.01 km² y tiene frontera con Ei, una ciudad en su límite norte.
Ibusuki está comunicada por las carreteras 226 y 269 y la carretera de circunvalación de Ibusuki. La ciudad también tiene una estación de tren.

## Puntos de interés
- Instituto de Investigación Botánica Agrícola Granja de Ibusuki
- Ibusuki es famosa por su balneario de arenas negras conocido como  onsen sunamushi.

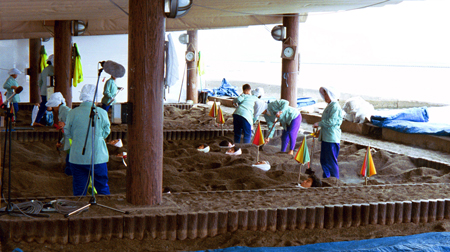
"Onsen Sunamushi" en Ibusuki.

## Ciudades hermanadas
- Chitose en Hokkaidō
- Rockhampton en Australia